# Bolszoje Annienkowo
Bolszoje Annienkowo (ros. Большое Анненково) – wieś (ros. деревня, trb. dieriewnia) w zachodniej Rosji, centrum administracyjne sielsowietu bolszeannienkowskiego w rejonie fatieżskim (obwód kurski).

## Geografia
Miejscowość położona jest nad Usożą (lewy dopływ Swapy w dorzeczu Sejmu), 13,5 km na północny wschód od centrum administracyjnego rejonu (Fatież), 43 km na północny zachód od Kurska, 14,5 km od drogi magistralnej (federalnego znaczenia) M2 «Krym» (część trasy europejskiej E105).
We wsi znajduje się 77 posesji.
Klimat
Miejscowość, jak i cały rejon, znajduje się w strefie klimatu kontynentalnego z łagodnym ciepłym latem i równomiernie rozłożonymi opadami rocznymi (Dfb w klasyfikacji klimatów Köppena).
|                            | Sty  | Lut  | Mar  | Kwi  | Maj  | Cze  | Lip  | Sie  | Wrz  | Paź  | Lis  | Gru  |
| -------------------------- | ---- | ---- | ---- | ---- | ---- | ---- | ---- | ---- | ---- | ---- | ---- | ---- |
| Najwyższe temperatury (°C) | -4,5 | -3,7 | 2    | 12,5 | 18,9 | 22,2 | 24,9 | 24,1 | 17,7 | 10,1 | 2,9  | -1,6 |
| Najniższe temperatury (°C) | -9,1 | -9,1 | -5,3 | 2,2  | 8,7  | 12,6 | 15,5 | 14,5 | 9,4  | 3,6  | -1,5 | -5,7 |
| Opady (mm)                 | 52   | 45   | 46   | 51   | 62   | 75   | 79   | 59   | 62   | 60   | 48   | 50   |
| Ilość dni z opadami        | 8    | 8    | 8    | 7    | 8    | 9    | 10   | 6    | 7    | 8    | 7    | 9    |

## Demografia
W 2010 r. wieś zamieszkiwało 196 osób.